# Žutonogi tinamu
Žutonogi tinamu (lat. Crypturellus noctivagus) je vrsta ptice iz roda Crypturellus iz reda tinamuovki. Živi u šumovitim i grmovitim staništima u tropskom i suptropskom dijelu istočnog Brazila. 

## Taksonomija
Žutonogi tinamu ima dvije podvrste. To su:
- Crypturellus noctivagus noctivagus, nominativna podvsrta, živi u jugoistočnom Brazilu.
- Crypturellus noctivagus zabele živi u sjeveroistočnom Brazilu.

## Opis
Žutonožni tinamu dug je prosječno oko 28-31 centimetara. Vrat i gornji dio prsa su sive, a donji dio prsa je riđe boje. Trbuh je bjelkast. Kukma je crnkasta.
Hrani se plodovima ili sjemenkama s tla ili niskih grmova. Također se hrani i malom količinom dijelova biljaka i manjim beskralježnjaka. Mužjak inkubira jaja koja mogu biti čak od četiri različite ženke. Inkubacija obično traje 2-3 tjedna.

## Vanjske poveznice
|  | Zajednički poslužitelj ima još gradiva o temi Crypturellus noctivagus |
|  | Wikivrste imaju podatke o taksonu Crypturellus noctivagus             |